# 中轴骨
中轴骨（英語：axial skeleton），也称主轴骨、中轴骨骼、主轴骨骼，是指脊椎动物包含头和軀幹在内的内骨骼结构，和附肢骨骼一起构成了一套完整的骨骼系统。在智人的骨架中，中轴骨由80块骨头组成，被分成四个主要部分：头骨（包括颅骨、颌骨和中耳的听小骨，共28块）、舌骨（1块）、脊柱（分颈椎、胸椎、腰椎、骶骨和尾骨，共26块）和肋廓（包括肋骨和胸骨，共25块）。
骨盆虽然与中轴骨相连，也起到支撑腹腔的功能，但在解剖学上其实属于下肢，是附肢骨骼的一部分。